# Osretci
Osretci (en serbe cyrillique : Осретци) est un village du centre du Monténégro, dans la municipalité de Kolašin.

## Démographie

### Évolution historique de la population
| 1948 | 1953 | 1961 | 1971 | 1981 | 1991 | 2003 |
| ---- | ---- | ---- | ---- | ---- | ---- | ---- |
| 433  | 499  | 371  | 339  | 265  | 135  | 75   |